# Sint-Lutgardiskerk (Zuun)

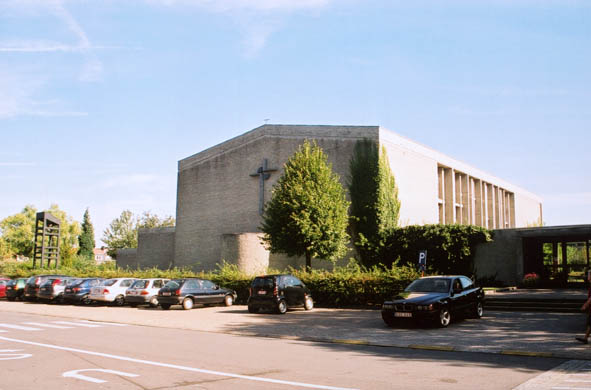
Sint-Lutgardiskerk

De Sint-Lutgardiskerk is de parochiekerk van de tot de Vlaams-Brabantse gemeente Sint-Pieters-Leeuw behorende plaats Zuun, gelegen aan de Arthur Quintusstraat.

## Geschiedenis
De nabijheid van de Brusselse agglomeratie maakte dat Zuun in de 2e helft van de 19e eeuw snel in inwonertal toenam. In 1896 werd een aan Sint-Lutgardis gewijde kapel in gebruik genomen. Dit neogotisch zaalkerkje werd gebouwd uit dankbaarheid voor de genezing van gravin Antoinette van der Dilft. In hetzelfde jaar werd een hulpparochie opgericht.
Hoewel Antoinette ook grond had geschonken voor de bouw van een definitieve kerk zou de parochie nog moeten groeien voordat de bouw hiervan ter sprake kwam. Het ontwerp werd gemaakt door Frans De Groodt. De bouw vond plaats van 1965-1967. Vanaf 1972 werd ook een parochiecentrum en dergelijke opgericht.

## Gebouw
Het betreft een sobere zaalkerk in de stijl van het naoorlogs modernisme. Aan de rechterzijde bevindt zich een groot en kleurig venster in glas in beton. In 1992 werd nog een vrijstaande open metalen klokkentoren toegevoegd waarin een klokje uit 1738 hangt dat afkomstig is uit de nabijgelegen Maria-Magdalenakapel.